# 三眼恐龍蝦
鱟蟲，又名三眼恐龍蝦，屬鰓足亞綱背甲目，是一類小型的甲殼動物。

## 簡介
其最早出現在三億年前的古生代石炭紀，在經歷了三次地球世紀大滅絕之後，至今仍有數種品系存活，並廣泛地分布於世界各地。由於三眼恐龍蝦的出現年代橫跨了恐龍的中生代時期，因此也被視為當今見證恐龍時代最佳的活化石生物。這些三眼恐龍蝦雖然經過了數億年的時光旅行，但是牠們奇特的外觀型態卻都如實地保留下來；除了長有一對複眼及一隻單眼之外，牠們還有72對鰓足可幫助牠們運動和獲取氧氣及食物，除此之外，三眼恐龍蝦具有其特殊的生物現象及繁衍模式，因此不僅被稱為“活化石”，而且在日本、臺灣等地區被當作寵物飼養。

## 外型特徵
鱟蟲的大背殼呈橢圓形，腹部細長，柔軟靈活。長尾巴成叉狀。體長大約有50毫米，共分成約40節，還有些葉子一樣的附屬肢體。有些肢體多達70多對。因為它有三只眼睛，兩側黑色的複眼，還有中間一只白色感光的眼睛。恐龍蝦是因為它經過了恐龍時期沒有絕跡，名稱因此而來。

## 生長繁殖
三眼恐龍蝦的生命周期并不長，大約90天，成蟲體型可以有1～3吋長（約2.5～7.5公分）。在孵化後，大約以一天一倍的成長速率成長。它們的幼蟲成長階段會經歷多次脫殼（大約每日一次），在30天內進化至成蟲。
三眼恐龍蝦有幾種不同的繁殖方式。少數特例會執行有性生殖，但是極少見。最常見的是孤雌生殖（未受精卵生）。還有某些種群是雌雄同體，會和對方受精。不過因這些種群採取不同的繁殖方式，未來可能會被歸類到不同種的生物或是亞種。雌性恐龍蝦的第十一對腳演化成卵囊，卵可被成蟲攜帶好幾個小時，在不同的地方分批釋出。卵有厚殼可忍受凍結溫度或乾旱，此特性讓族群可從一個季節熬到另一個季節。三眼恐龍蝦的原產地是下雨天所形成的天然池塘，全世界都有它們的蹤跡。這些天然的池塘在乾旱時期都會乾涸消失，成蟲因為缺乏水份以至於乾死，但是牠們的幼蟲卵卻因為乾涸，而進入了一個生物界的特殊現象－「滯育期」。直到下一個雨季來臨時，原來的低洼地又形成了天然的池塘，牠們的卵受到了雨水的滋潤，就會立即進行孵化，演育出它們的下一代。進入滯育期的時候，雌性的三眼恐龍蝦會發出一個生物訊息，告訴它們的卵「不要進行孵化」，在它們的卵產下的第13～27天，它們會停止繼續孵化。而這項生物訊息也同時通知了它們的卵，在下一個雨季來臨的時候，就是該「進行孵化的時候」。這項生物訊息或許是一個化學反應，經由雌性三眼恐龍蝦來告訴蟲卵，而停止了它們的生物時鐘。只要保持在乾旱的狀態下，滯育期至少有20年之久。這些卵的特性讓三眼恐龍蝦以及其他背甲目的族群熬過了世紀大滅絕，一直存活至今。

## 分布範圍
三眼恐龍蝦是分布最廣泛的背甲目物種，日本、俄羅斯、美國西北方、非洲、澳洲，以及一些比較少的分布區，如美國中部、南部，西印度群島、夏威夷、新蘇格蘭、加拉巴哥群島，及印度，中国华北等地都有牠的蹤影。 最奇特也最著名的分布地為澳洲的艾爾斯岩（世界上最大的岩石）山頂。

## 生態
恐龍蝦最活躍的溫度大約是攝氏20度(華氏68度)，而且往往會翻起水底的泥土找水底生物做食物，利用腳上的纖毛把食物過濾出來。食物會被具有黏性的分泌液聚集到身體下方的凹槽，直到最後被他們僅有兩毫米寬的小嘴吞下。那個小嘴位於身體下方，並且有能力咬斷植物的根或死魚，不過並沒有能力追擊或吃比嘴巴還大的獵物。

### 飲食
恐龍蝦是雜食性動物，可以吃各種藻類、昆蟲、或其他有機殘骸；已知會捕捉小型蒼蠅、蝌蚪、以及蚯蚓。一般來說，牠們會吃任何比他們小的有機體，甚至是同類(牠們會自相殘殺)。恐龍蝦的天敵有青蛙以及鳥類。

### 人類互動
恐龍蝦被認為在對抗西尼羅河病毒上是人類的盟友，牠們會吃庫蚊(Culex)的幼蟲。在日本，牠們被當作生物制劑，可以吃水稻田裡的雜草。在美國懷俄明州，恐龍蝦的出現往往代表了孵化北美鋤足蟾科的好機會。恐龍蝦的乾燥卵也被包裝成小錦囊當作水族寵物。
有假說認為恐龍蝦會繼續以現在的姿態存活下來，如果人類沒有破壞恐龍蝦的棲息地，這個種族應該可以繼續存活五十億年。